# Řenče (tvrz)
Tvrz Řenče stojí v obci Řenče v okresu Plzeň-jih. Od roku 1991 je chráněna jako kulturní památka České republiky.

## Historie
Podle pověstí tvrz založil, stejně jako obec a rod Řenečských, jistý rytíř Řenek.

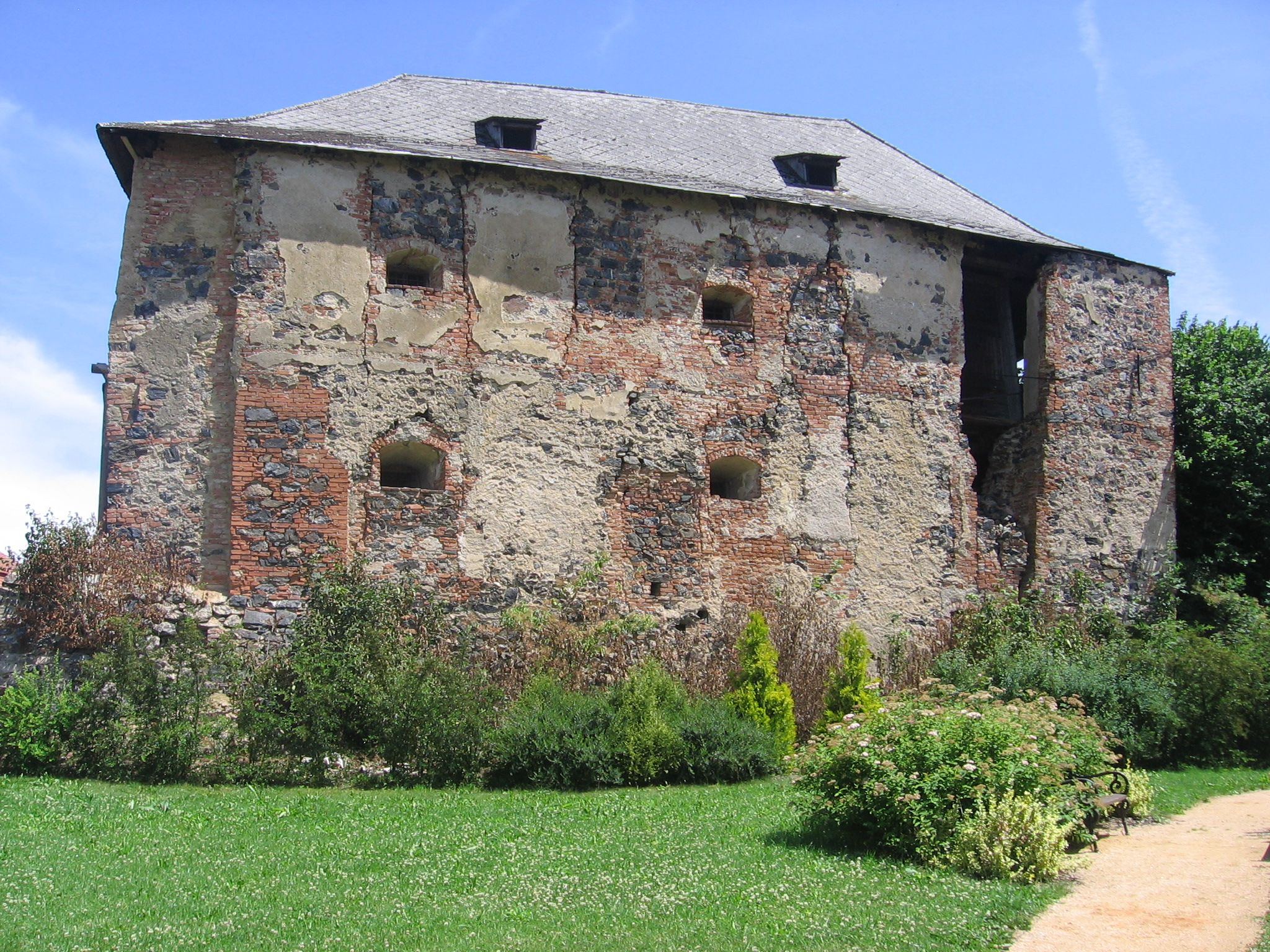
Tvrz od parku

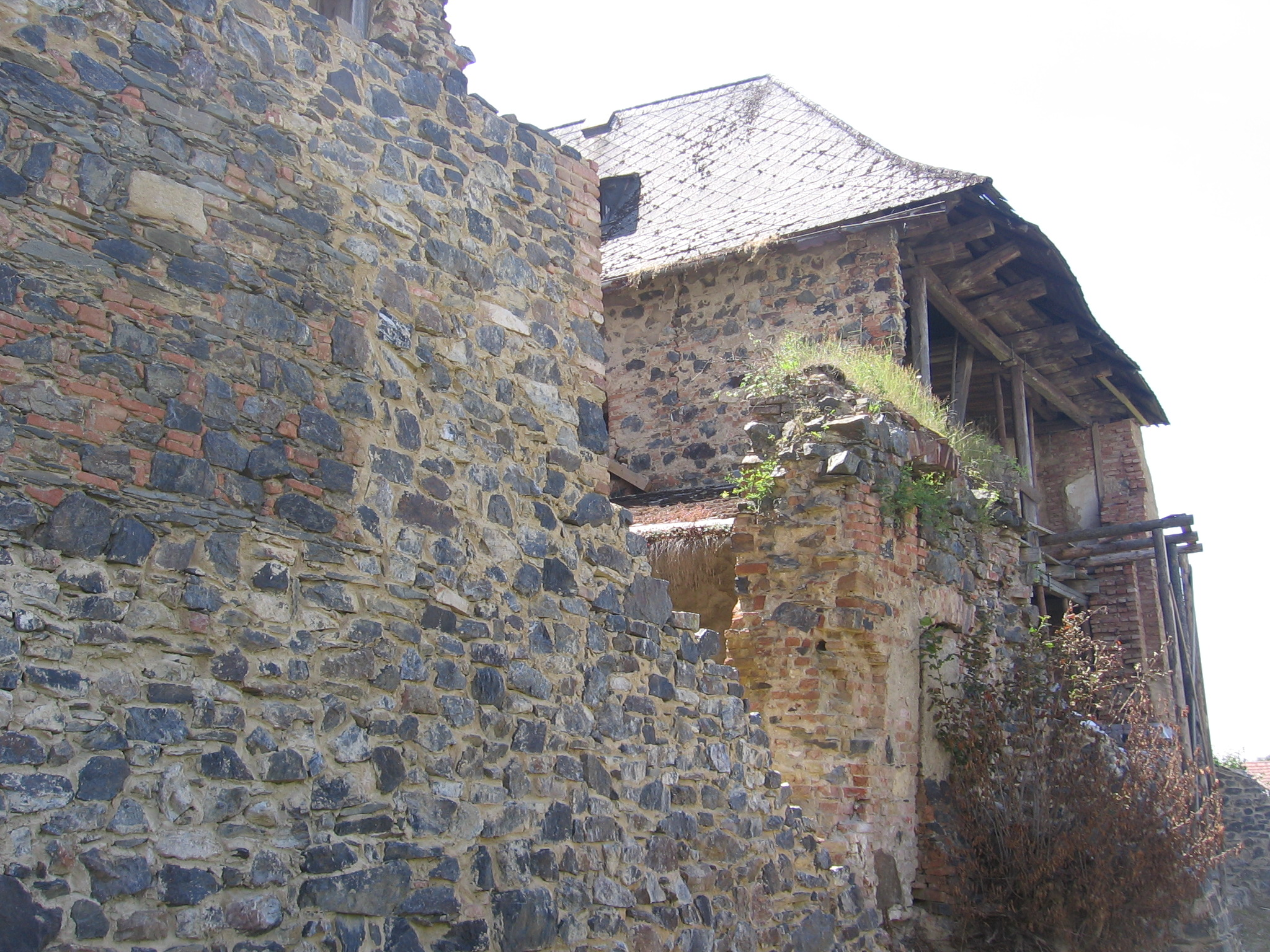
Tvrz v Řenčích

První písemná zmínka o vsi pochází z berního rejstříku z roku 1379, kdy jsou zdejší dvory ve vlastnictví Blahoslava, Havla a Litolda. Roku 1412 je pak zmiňován jistý Zdeněk z Řeneč, první doložený člen rodu Řenečských z Řeneč. Zda se jednalo o syna některého z předchozích majitelů, není historicky doloženo. Zdeněk měl čtyři syny, přičemž Petr a Zachař odešli na Plzeňsko. V roce 1444 založil Lvík Lukavský z Řeneč vlastní rodovou větev, když přesídlil do Dolní Lukavice (jeho potomci se pak psali jako Lukavští z Řeneč). Obec se tak stala vlastnictvím jeho bratra Sudy, jehož větev se nazývala Sudové Řenečtí z Řeneč. Jeho vnuk Petr Suda Řenecký z Řeneč vlastnil také Janovice u Klatov a dobovými materiály je zmiňován jako zemský škůdce, díky čemuž byl zřejmě ve své době v zemi poměrně známou osobou. 
Někdy před rokem 1520 byly ves Řenče s tvrzí a dvorem a dále vsi Plevňov, Osek, Kníje, Libákovice (část) a pusté Háje a Lhotka prodány Janu Markvartovi z Hrádku. V roce 1545 přikoupil Humprecht z Hrádku Snopoušovy a Krašovice. Jeho syn Jiří z Hrádku však kvůli finančním problémům musel statek odprodat Kryštofu Loubskému z Lub, jenž zde sídlil od roku 1571.
V té době také pravděpodobně došlo k renesanční přestavbě tvrze, při níž byla využita sgrafitová bosáž. Renesanční stavba měla vstupní průjezdní věž a trojkřídlou dispozici.
Kryštofův syn Jáchym Ladislav Loubský z Lub připojil statek k Dolní Lukavici, ovšem v roce 1623 jej opět oddělil a získal jej jeho syn Adam Jaroslav Loubský z Lub. Ten jej obratem prodal za 64 000 kop míšeňských grošů Janu Filipu Kracovi ze Šarfenštejna. Ten po Bílé hoře skupoval statky – v roce 1622 Rýzmberk, Kout na Šumavě a Zahořany, roku 1623 právě Řenče, roku 1624 Úsilov a Dolní Lukavici (prodává jí roku 1627) a v roce 1630 Žimutice. Během třicetileté války jednal se Švédy o vydání Ingolstadtu a dokonce přeběhl na jejich stranu. V roce 1634 však byl v bitvě u Nördlingenu zajat, odsouzen a v roce 1635 popraven. Statky získal Albrecht z Valdštejna, jenž je postoupil Šimonovi z Thunu. V roce 1634 připadly královské komoře a ta Řenče vrátila Adamovi Jaroslavovi Loubskému z Lub. Jelikož se však zjistilo, že se jeho otec dopustil podvodu a nový majitel, Kryštof Loubský z Lub, nebyl schopný pokutu zaplatit, daroval v roce 1662 císař Leopold I. Řenče a Dolní Lukavici Františku Albrechtovi z Harrachu. To znamenalo definitivní spojení obou Řenče s Lukavicí, opuštění tvrze a na počátku 19. století její přeměnění na sýpku.
Kolem roku 1794 se severní křídlo buď zřítilo, nebo bylo zbořeno. Ve druhé polovině 20. století došlo k poškození jižní a západní části tvrze. Po roce 1989 hrozilo opuštěnému objektu zboření, ke kterému ale nedošlo. Z trojkřídlé tvrze se dochovala dvě polozřícená křídla, suterén s klenutými stropy pod jižním křídlem je pozůstatkem gotické tvrze. Ve fasádách je možné najít zazděná renesanční okna.